# Dubh
Dubh (?–967), také psán Dub nebo Duff, byl jedním z králů Alby, jak se v té době označovalo království na území Skotska. Byl synem Malcolma I. a na trůn nastoupil poté, co byl roku 962 jeho předchůdce Indulf zabit.
Ačkoli středověký kronikář John z Fordunu uvádí mnoho podrobností o životě tohoto krále, jsou tyto informace v současnosti považovány za nespolehlivé. Jediným zdrojem informací je tak Kronika králů Alby a jeden odstavec v Ulsterské kronice.
Kronika králů z Alby uvádí, že v době jeho vlády zemřel biskup Fothach. Zřejmě se jednalo o biskupa ze St Andrews nebo Dunkeldu. Ostatní informace se vztahují k bitvě mezi Dubhem a Indulfovým synem Cuilénem. Král Dubh v „bitvě na (horském) hřebeni Crup“ zvítězil.
Informace o následných událostech se liší podle zdroje. Kronika králů Alby uvádí, že Dubh byl vyhnán z království. Latinsky psaná Orygynale Cronykl ale obsahuje informaci o tom, že byl zabit na královském hradě Forres a spojuje tuto vraždu se zatměním Slunce, které lze datovat k 20. červenci 966. Ulsterská kronika uvádí pouze to, že Dubh byl zabit samotnými Skoty.
Předpokládá se, že Suenův kámen poblíž Forresu, je Dubhův památník, vztyčený jeho bratrem Kennethem na jeho počest. Zdá se pravděpodobné, že Dubh byl zabit nebo vyhnán ze země Cuilénem, který po něm usedl na trůn.
Vypráví se, že Dubhovo tělo bylo ukryto pod mostem v Kinlossu a slunce nesvítilo, dokud nebylo nalezeno a pohřbeno. Tento příběh může souviset se zatměním Slunce dne 10. července 967.